# Haut commissariat à l'amazighité
Pour les articles homonymes, voir HCA.
Le Haut commissariat à l'amazighité (HCA), en tamazight : 'Asqamu unnig n timmuzɣa', SNM, ⴰⵙⵇⴰⵎⵓ ⵓⵏⵏⵉⴳ ⵏ ⵜⵉⵎⵓⵣⵖⴰ, est un institut académique de l'État algérien chargé de l'étude et de la promotion de la langue amazighe en Algérie. Il fut créé par décret présidentiel le 27 mai 1995, sous le mandat du Président Liamine Zeroual. C'est le premier institut officiel au Maghreb consacré à la culture et la langue berbère. Il est rattaché directement à la présidence de la République depuis sa création en 1995.
Le HCA, en abrégé, est créé à la suite du boycott scolaire (année blanche) observé par les enfants de la Kabylie. Il a son siège à Alger.

## Mission
Ses missions sont diverses allant de l'étude de la composante centrale de la société algérienne : l'identité berbère (ou amazighe), à la promotion de l'enseignement de la langue berbère (tamazight) dans les milieux scolaires. C'est aussi un éditeur de livres concernant la culture berbère en général.

## Réalisations
Le HCA a réalisé plusieurs acquis pour les langues et cultures berbères en Algérie, dont notamment :
- L'intégration de tamazight dans le système éducatif primaire, moyen et secondaire dans plusieurs régions d'Algérie.
- La formation de centaines de professeurs universitaires.
- Le lancement de journaux télévisés en langues berbères dans les chaînes de télévision publiques.
- La création d'une chaîne de télévision publique berbérophone : Chaîne 4.
- L'utilisation des langues berbères dans le parlement algérien.
- L'officialisation de tamazight en Algérie.
- La création d'une licence en langues berbères.
- La création de l'Académie algérienne de la langue amazighe.

## Présidents
- 27 mai 1995 – 30 octobre 2004 : Mohand Idir Aït Amrane.
- 30 octobre 2004 – 2016 : Youcef Merrahi.
- Depuis 2016 : El Hachemi Assad.